# Nagabe
ながべ
Œuvres principales
Œuvre principale : L'Enfant et le Maudit
Autres ouvrages :
- Le Patron est une copine
- Monotone Blue

Nagabe (ながべ, Nagabe) (de son vrai nom Ayumu Yoshida (吉田 渉) est un mangaka japonais né le 1er août 1993 et vivant actuellement à Tokyo. Il fait ses débuts en 2013, où il est repéré par l'éditeur Akane Shinsha après avoir posté des illustrations sur ses réseaux sociaux.
Sa carrière prendra un tournant en 2015 lorsqu'il publiera chez Mag Garden sa série L'Enfant et le Maudit, qui aura également une adaptation animée et une édition française. Fort de ce succès, il sera invité d'honneur de Komikku Éditions au Salon du Livre de Paris en 2018.
Nagabe est connu pour son usage quasiment systématique de l'anthropomorphisme ; le thème animalier est un élément central de sa création. Beaucoup de ses œuvres traitent également de l'homosexualité, de l'acceptation de soi et de trouver sa place dans le monde. La recherche de la tendresse et de la communication au-delà de la langue et de l'espèce est également un thème prédominant de sa bibliographie.
Lors de plusieurs interviews, il déclare être influencé par Tove Jansson et son œuvres des Moumines qui marquera grandement son univers graphique, notamment l'usage singulier de traits et hachures rappelant des gravures. Sa série L'Enfant et le Maudit n'est pas sans rappeler les contes anciens occidentaux, tels que les Frères Grimm et Les Contes de ma mère l'Oye qu'il a étudié. Il s'inspire aussi de Tasha Tudor pour réaliser ses décors bucoliques. La série Blacksad de Juan Díaz Canales et Juanjo Guarnido est une autre influence importante pour l'usage de l'anthropomorphisme. 

## Œuvres
- L'Enfant et le Maudit (とつくにの少女, Totsukuni no Shoujo?) (VO : 2015 - Mag Garden) (VF : 2016 - Komikku Éditions)
- Le Patron est une copine (部長はオネエ, Buchô wa Onee?) (VO : 2019 - Komikku Éditions)
- The Wize Wize Beasts of the Wizarding Wizdoms (VO : 2019 - Komikku Éditions)
- Monotome Blue (モノトーン ブルー, Monotome Blue?) (VO : 2023 - Noeve Grafx)
- Love on the Other Side (VO : 2020 - Seven Seas)